# Conte di Arundel
Il titolo di conte di Arundel è uno dei più antichi titoli comitali della Parìa d'Inghilterra. Attualmente il titolo è assegnato al duca di Norfolk ed è utilizzato (insieme al titolo di conte del Surrey) dall'erede del duca come titolo di cortesia. 
Fu creato nel 1138 per il barone normanno Sir William d'Aubigny. Fino alla metà del XIII secolo i conti erano spesso noti come "conti del Sussex" (conte di Sussex) fino a quando questo titolo cadde in disuso. Nella stessa epoca il titolo finì alla famiglia FitzAlan di origini bretoni, un ramo della quale divenne la casata degli Stuart che in seguito regnò sulla Scozia. 
Venne consolidandosi che il proprietario del Castello di Arundel fosse anche detentore del titolo comitale; questo uso venne formalmente consolidato da Enrico VI. Ciononostante la regola non fu sempre seguita alla lettera, alcuni dei Lord Arundel non ebbero mai il titolo di conte benché qui siano elencati come tali. Altre fonti non riportano gli stessi nomi del presente elenco e considerano il titolo creato più volte. 
L'ultimo dei FitzAlan detentore del titolo fu il XIX conte; alla sua morte (1580) il titolo andò a Philip Howard, figlio maggiore di Thomas Howard, IV duca di Norfolk per via della madre, unica figlia dell'ultimo conte FitzAlan. Anche il nuovo conte fu accusato di complotto ai danni di Elisabetta I e il titolo fu restaurato solo con l'ascesa al trono di Giacomo I. Il XXIII conte fu restaurato duca di Norfolk nel 1660 e da allora i due titoli seguono la medesima linea di successione.

## Conti di Arundel

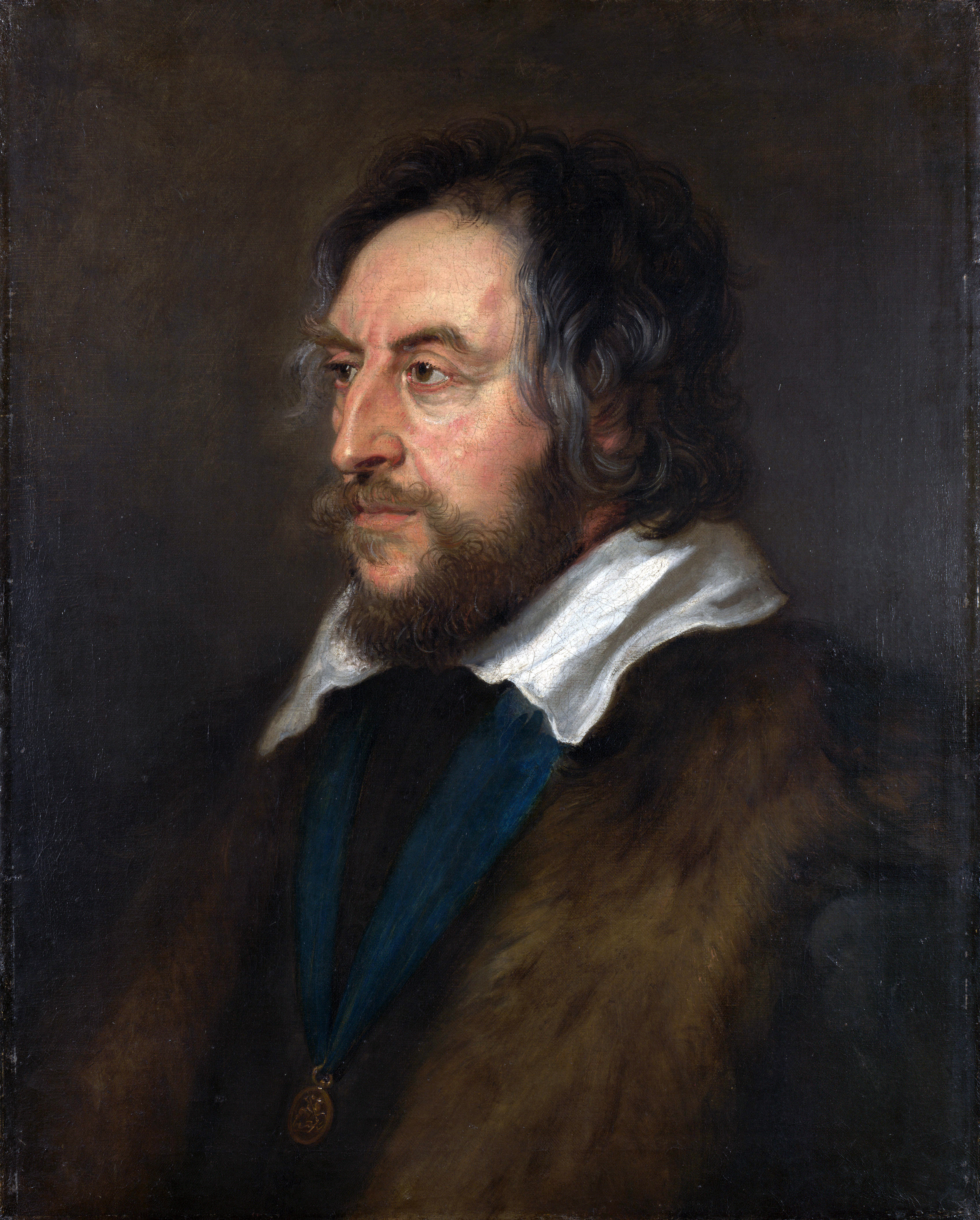
Ritratto del mecenate e collezionista d'arte Thomas Howard, XXI conte di Arundel eseguito da Rubens.

- William d'Aubigny, I conte di Arundel (d. 1176)
- William d'Aubigny, II conte di Arundel (d. 1193)
- William d'Aubigny, III conte di Arundel (d. 1221)
- William d'Aubigny, IV conte di Arundel (d. 1224)
- Hugh d'Aubigny, V conte di Arundel (1215–1243)
- John FitzAlan, VI conte di Arundel (d. 1267)
- John FitzAlan, VII conte di Arundel (1246–1272)
- Richard FitzAlan, VIII conte di Arundel (1267–1302)
- Edmund FitzAlan, IX conte di Arundel (1285–1326) (perso nel 1326)
- Richard FitzAlan, X conte di Arundel (1313–1376) (ripristinato nel 1331)
- Richard FitzAlan, XI conte di Arundel (1346–1397) (perso nel 1397)
- Thomas FitzAlan, XII conte di Arundel (1381–1415) (ripristinato nel 1400)
- John FitzAlan, XIII conte di Arundel (1385–1421)
- John FitzAlan, XIV conte di Arundel (1408–1435)
- Humphrey FitzAlan, XV conte di Arundel (1429–1438)
- William FitzAlan, XVI conte di Arundel (1417–1487)
- Thomas FitzAlan, XVII conte di Arundel (1450–1524)
- William FitzAlan, XVIII conte di Arundel (1476–1544)
- Henry FitzAlan, XIX conte di Arundel (1512–1580)
- Philip Howard, XX conte di Arundel (1557–1595) (perso nel 1589)
- Thomas Howard, XXI conte di Arundel (1585–1646) (ripristinato 1604)
- Henry Howard, XXII conte di Arundel (1608–1652)
- Thomas Howard, XXIII conte di Arundel (1628–1677) (ripristinato come quinto duca di Norfolk nel 1660)

In seguito la contea di Arundel fu unito al ducato di Norfolk. Il diciottesimo duca di Norfolk fu il trentaseiesimo conte di Arundel.
- Henry Howard, VI duca di Norfolk (1628-1684)
- Henry Howard, VII duca di Norfolk (1655-1701)
- Thomas Howard, VIII duca di Norfolk (1683-1732)
- Edward Howard, IX duca di Norfolk (1685-1777)
- Charles Howard, X duca di Norfolk (1720-1786)
- Charles Howard, XI duca di Norfolk (1746-1815)
- Bernard Howard, XII duca di Norfolk (1765-1842)
- Henry Howard, XIII duca di Norfolk (1791-1856)
- Henry Fitzalan-Howard, XIV duca di Norfolk (1815-1860)
- Henry Fitzalan-Howard, XV duca di Norfolk (1847-1917)
- Bernard Fitzalan-Howard, XVI duca di Norfolk (1908-1975)
- Miles Francis Stapleton-Fitzalan-Howard, XVII duca di Norfolk (1915-2002)
- Edward William Fitzalan-Howard, XVIII duca di Norfolk (b. 1956)

L'erede al titolo è Henry Miles Fitzalan-Howard, conte di Arundel (b. 1987).